# Список лауреатів міжнародного кінофестивалю у Мар-дель-Платі
Список переможців Міжнародного кінофестивалю в Мар-дель-Платі — перелік фільмів, акторів, режисерів та інших діячів кіномистецтва, які були нагороджені преміями цього фестивалю за роки його існування.
Спочатку премія фестивалю називалася Омбу (ісп. Ombú), але 2004 року її перейменували на Астор на честь Астора П'яццоли, який жив у місті Мар-дель-Плата.
Журі фестивалю міжнародне і складається з діячів кіно, артистів, викладачів та теоретиків кіно.
Наразі нагороди фестивалю присуджують за найкращу кінострічку, найкращу режисуру, найкращу жіночу роль, найкращу чоловічу роль, найкращий сценарій, найкращу латиноамериканську стрічку, а також є спеціальна премія журі.

## Лауреати

### 1954
Фестиваль проходив не у конкурсному форматі, тому призів не присуджували.

### 1959
- Найкращий фільм: «Сунична галявина» — Інгмар Бергман (Швеція).
- Найкращий режисер: Рольф Тіле[en] за «Das Madchen Rosemarie[en]» (Західна Німеччина).
- Найкраща чоловіча роль: Віктор Шестрем за фільм «Сунична галявина».
- Найкраща жіноча роль: Сьюзен Гейворд за фільм «Я хочу жити![en]» (США).
- Найкращий фільм іспанською мовою: «El jefe[es]», режисер Фернандо Аяла[en] (Аргентина).
- Премія критиків, організована Асоціацією кінокритиків Аргентини:
  - Найкращий фільм: «Heroica» Анджея Мунка
  - Найкращий режисер: Анджей Мунк за фільм «Ероїка».
  - Найкраща чоловіча роль: Віктор Шестрем за фільм «Сунична галявина».
  - Найкраща жіноча роль: Інгрід Тулін за фільм «Сунична галявина».
  - Найкращий сюжет: Єжи Ставінський за фільм «Героїка».
  - Найкраща операторська робота: Гуннар Фішер за фільм «Сунична галявина».
  - Найкращий саундтрек: Норберт Шульце за фільм «Das Madchen Rosemarie».
  - Кращий короткометражний фільм: «Буенос-Айрес»

### 1960
- Найкращий фільм: «Міст» Бернхарда Вікі (Західна Німеччина).
- Найкращий режисер: П'єтро Джермі за фільм «Un Maledetto Imbroglio[en]» (Італія).
- Найкращий актор: Пол Муні за фільм «The Last Angry Man[en]» (США).
- Найкраща жіноча роль: Елеонора Россі Драго за фільм «Estate Violenta[en]» (Італія).
- Найкращий фільм іспанською мовою: «El bote, el río y la gente[es]» — Енріке Каен Салаберрі[en] (Аргентина)
- Премія критиків, організована Асоціацією кінокритиків Аргентини:
  - Найкращий фільм, премія ex aequo між «Міст» Бернхарда Вікі та «Estate violenta» Валеріо Дзурліні

### 1961
- Найкращий фільм: «Суботній вечір, недільний ранок[en]» — Карел Рейш (Велика Британія)
- Найкращий режисер: Анрі-Жорж Клузо за фільм «Істина» (Франція)
- Найкращий актор: Альберт Фінні за фільм «Суботній вечір, недільний ранок».
- Найкраща жіноча роль: Сьюзен Страсберг за фільм «Kapò[en]» (Італія)
- Найкращий фільм іспанською мовою: «Shunko[en]», Лаутаро Муруа[en] (Аргентина)

### 1962
- Найкращий фільм: «I Giorni Contati[en]» — Еліо Петрі (Італія).
- Найкращий режисер: Франсуа Трюффо за фільм «Жюль і Джим» (Франція).
- Найкращий актор: Пол Ньюман за фільм «Більярдист» (США)
- Найкраща жіноча роль: Надія Румянцева за фільм «Девчата» (СРСР).

### 1963
- Найкращий фільм: «Angyalok Földje» — Дьордь Ревес (Угорщина).
- Найкращий режисер: Діно Різі за фільм «Обгін» (Італія).
- Найкраща чоловіча роль: Том Кортні[en] за фільм «Самотність бігуна на довгі дистанції[en]» (Велика Британія).
- Найкраща жіноча роль: Ванда Лучицька за фільм «Голос з того світу[pl]» Польща).

### 1964
- Найкращий фільм: «I Compagni[en]» — Маріо Монічеллі (Італія).
- Найкращий режисер: Карел Кахиня[en] за фільм «Надія» (Чехословаччина).
- Найкращий актор: (ex æquo) Вітторіо Гассман / Уго Тоньяцці за фільм «Чудовиська» (Італія).
- Найкраща жіноча роль: Наталі Вуд, за «Love with the Proper Stranger[en]» (США).
- Найкращий фільм іспанською мовою: «Демон у крові[en]» Рене Мухіки[en] (Аргентина).

### 1965
- Найкращий фільм: «Gli Indifferenti[en]» — Франческо Мазеллі[en] (Італія).
- Найкращий режисер: Клод Лелуш за фільм «Une Fille et des fusils[en]» (Франція).
- Найкраща чоловіча роль: Мартін Хелд[en] за фільм «Die Festung» (Західна Німеччина).
- Найкраща жіноча роль: Нурія Торрай[en] за фільм «Діалоги миру» (Іспанія).
- «Журі критиків» цього року нагородило перший фільм молодого режисера Леонардо Фавіо: «Хроніка однієї дитини[en]» (Аргентина).

### 1966
- Найкращий фільм: «Хай живе республіка![en]» — Карел Кахиня (Чехословаччина).
- Найкращий режисер: Антоніо П'єтранджелі, за «Я її добре знав» — (Італія).
- Найкраща чоловіча роль: Євгеній Лебедєв за фільм «Останній місяць осені» (СРСР).
- Найкраща жіноча роль: Мірей Дарк за фільм «Галія[fr]» (Франція).

### 1968
- Найкращий фільм: «Бонні і Клайд» — Артур Пенн (США).
- Найкращий режисер: Дьордь Ревес за фільм «Три ночі кохання» — (Угорщина).
- Найкращий актор: Тоні Мусанте[en] за фільм «Інцидент[en]» (США)..
- Найкраща жіноча роль: Анні Жирардо за фільм «Vivre Pour Vivre[en]» — (Франція).

### 1970
- Найкращий фільм: Macunaíma[en] режисера Хоакіма Педро де Андраде[en] (Бразилія).
- Найкращий режисер: Френк Перрі[en] за фільм «Останнє літо[en]» (США)
- Найкращий актор: Уго Тоньяцці за фільм «Il Commissario Pepe[en]» (Італія).
- Найкраща жіноча роль: Лайза Міннеллі за фільм «Безплідна зозуля[en]» (США).
- Найкращий фільм іспанською мовою: «Хуан Ламалья і його дружина[en]», Рауль де ла Торре[en] (Аргентина)

### 1996
- Найкращий фільм: «Собака на сіні» Пілар Міро[en] (Іспанія).
- Найкращий режисер: Чжан Юань[en] за фільм «За забороненим містом[en]» (Китай).
- Найкраща жіноча роль: Рене Зеллвегер за фільм «Весь широкий світ» (США).
- Найкраща чоловіча роль: Сільвіо Орландо[en] за фільм «La Mia Generazione[en]» (Італія).
- Найкращий сценарій: Чжан Юань і Ван Сяобо за фільм «За забороненим містом».
- Найкращий іберо-американський фільм: «Буенос-Айрес навпаки[en]», Алехандро Агресті (Аргентина).
- Спеціальний приз журі: «Kriegelbilder» Хайнера Штадлера[en] (Німеччина).
- Особлива згадка: Чжан Юань за операторську роботу у «За забороненим містом».
- Особлива згадка: П'єр Луї Тевене[en] за художнє керівництво у «Tranvía a la Malvarrosa».

### 1997
- Найкращий фільм: «Урок танго[en]» — Саллі Поттер (Велика Британія).
- Найкращий режисер: Рікардо Франко[en] за фільм «Добра зірка[en]» (Іспанія).
- Найкраща жіноча роль: Джено Лехнер за «Gesches Gift» (Німеччина).
- Найкращий актор: (ex æquo) Антоніо Ресінес[en] / Хорді Молла за фільм «Добра зірка».
- Найкращий сценарій: Том Фіцджеральд[en] за фільм «Висячий сад[en]» (Канада).
- Найкращий іберо-американський фільм: «Plaza de Almas» Фернандо Діаса (Аргентина).
- Спеціальний приз журі: «Місіс Браун[en]» — Джон Медден (Великобританія).
- Особлива згадка за дебютний фільм «Зоряні карти[en]» Мігеля Артети[en] (США).

### 1998
- Найкращий фільм: «Abr-O Aftaab» — Махмуда Каларі[en] (Іран).
- Найкращий режисер: Паоло та Вітторіо Тавіані за фільм «Ти смієшся[en]» (Італія).
- Найкраща жіноча роль: Єлда Рейно[en] за фільм «Рана[en]» (Німеччина / Туреччина).
- Найкращий актор: (ex æquo) Режи Роє[fr] за Лотрек[en] (Франція) / Пасхаліс Царучас за «Василики[en]» (Греція).
- Найкращий сценарій: Пабло Торре, за фільм Ангельське обличчя[en] (Аргентина).
- Найкращий іберо-американський фільм: «Кохання і компанія[en]» Ельвесіо Раттон[en] (Бразилія).
- Спеціальний приз журі: «Неспокій[en]» Мануела де Олівейри (Португалія).
- Особлива згадка: «Погана епоха[en]» Маріано Де Роси, Родріго Морено[en], Сальвадора Роселлі[en] та Ніколаса Саада[en] (Аргентина).
- Особлива згадка: «Перша ніч мого життя[en]» Мігеля Альбаладехо[en] (Іспанія).

### 1999
- Найкращий фільм: «Весілля Бога[en]» — Жуана Сезара Монтейру (Португалія).
- Найкращий режисер: Джузеппе Бертолуччі, за «Солодкі звуки життя[en]» (Італія).
- Найкраща жіноча роль: Редді Гіббс за фільм «Crossing Fields» (США).
- Найкраща чоловіча роль: Меттью Ліллард за «SLC Punk![en]» (США).
- Найкращий сценарій: Пабло Нісенсон і Хосе Пабло Файнманн[en] за фільм «Ангел, діва і я[en]» (Аргентина).
- Найкращий іберо-американський фільм: «Ангел, діва і я» (Аргентина).
- Спеціальний приз журі: «Sokkotansi», Матті Іяс[en] (Фінляндія).
- Особлива згадка першого фільму: «Море Лукаса[en]», Віктор Лаплас[en] (Аргентина).

### 2001
- Найкращий фільм: «Це я, злодій[pl]» Яцека Бромського[en] (Польща).
- Найкращий режисер: Жан-П'єр Дені[en] за фільм «Благословення вбивць[en]» (Франція).
- Найкраща жіноча роль: Жюлі-Марі Пармантьє[en] за фільм «Благословення вбивць».
- Найкращий актор: Улісес Дюмон[en] і Федеріко Луппі[en] за «Росарігасінос[en]» (Аргентина).
- Найкращий сценарій: «Це я, злодій», Яцек Бромський.
- Найкращий іберо-американський фільм: «Аніта не пропускає потяг[en]», Вентура Понс[en] (Іспанія).
- Спеціальний приз журі: «Місто жінок», Атаолла Хаяті.
- Особлива згадка: за доробок іспанської актриси Роси Марії Сарда[en] у фільмі «Аніта не пропускає потяг».

### 2002
- Найкращий фільм: «Болівар це я[en]» Хорхе Алі Тріана[en] (Колумбія).
- Найкращий режисер: Іштван Сабо за фільм «Думки сторін[en]» (Німеччина / Угорщина).
- Найкраща жіноча роль: Кірстен Данст за фільм «Мяу кота[en]» (США).
- Найкраща чоловіча роль: (ex aequo) Стеллан Скашгорд за «Думки сторін» та Ліберо Де Рієнцо за «Санта-Марадона[en]» (Італія).
- Найкращий сценарій: Керіл Філліпс[en] за фільм «Містичний масажист» (Великобританія / Індія).
- Найкращий іберо-американський фільм: «Болівар це я».
- Спеціальний приз журі: «Чорний ящик[en]», Луїс Ортега[en] (Аргентина).
- Особливі згадки: «Літо Анни», Жанін Мірапфель[en] (Німеччина) та «Revolution #9», Тім Макканн[en] (США). США).

### 2003
- Найкращий фільм: «Розлучення[pt]», Домінгос де Олівейра[pt] (Бразилія).
- Найкращий режисер: Антоніо Чаварріас[en], «Ти повернешся[es]» (Іспанія).
- Найкраща жіноча роль: Зоуї Дешанель у фільмі «Всі справжні дівчата[en]» (США).
- Найкращий актор: Домінгос де Олівейра за фільм «Розлучення».
- Найкращий сценарій: Девід Офек[he] / Йоссі Мадмон[fr] / Ліор Шефер за фільм «Ha-Mangalistim[he]» (Ізраїль).
- Найкращий іберо-американський фільм: «Дно моря[en]», Даміан Шифрон[en] (Аргентина).
- Спеціальний приз журі: «Валентин[en]», Алехандро Агресті (Аргентина).
- Особлива згадка: «Стикаючись з правдою[en]», Нільс Мальмрос[en] (Данія).
- Особлива згадка: актор Трістан Ульйоа[en], за «Ти повернешся».

### 2004
- Найкращий фільм: «Доставка Буена Віда[en]» Леонардо Ді Чезаре[en] (Аргентина).
- Кращий режисер: Бенедек Флігауф[en] за фільм «Дилер» (Угорщина).
- Найкраща жіноча роль: Ніколетта Браскі за фільм «Мобінг[en]» (Італія).
- Найкраща чоловіча роль: (ex aequo) Луїс Тосар[en] за «Олівець столяра[en]» (Іспанія) та Алехандро Урдапільєта[en] за фільм «Прощавай, милий місяць[en]» (Аргентина).
- Найкращий сценарій: Леонардо Ді Чезаре та Ганс Гарріно за фільм «Доставка Буена Віда» (Аргентина).
- Найкращий іберо-американський фільм: «Інший бік вулиці[en]», Маркоса Бернштейна[pt] (Бразилія).
- Спеціальний приз журі: «Мобінг», автор Франческа Коменчіні[en] (Італія).
- Спеціальні згадки журі: «Дилер» Бенедека Флігауфа (Угорщина) та «Торкаючись порожнечі» Кевіна МакДональда[en] (Великобританія).
- Премія Асоціації кінокритиків Аргентини ACCA за найкращий фільм: «Дилер», Бенедека Флігауфа (Угорщина)

### 2005
- Найкращий фільм: «Довга подорож[en]» — Ісмаель Феррукі[en] (Франція / Марокко).
- Найкращий режисер: Ясмін Кассарі[en] за фільм «Спляча дитина[en]» (Марокко / Бельгія).
- Найкраща жіноча роль: (ex aequo), Еммануель Девос, за фільм «Дружина Жиля[en]» (Бельгія) і Лора Лінні, за «P.S.[en]» (США).
- Найкраща чоловіча роль: Мохамед Мажд за фільм «Довга подорож».
- Найкращий сценарій: Бернд Айхінгер, за фільм «Бункер» Олівера Хіршбігеля (Німеччина / Італія).
- Найкращий іберо-американський фільм: «Майже брати[en]» Люсія Мурат[en] (Бразилія).
- Спеціальний приз журі: «Гіркий сон[en]», Мохсен Амірюсефі[en] (Іран).
- Премія Асоціації кінокритиків Аргентини ACCA за найкращий фільм: «Велика подорож», Ісмаель Феррукі (Франція/Марокко)

### 2006
- «Золотий Астор» за найкращий повнометражний фільм: «Далекі новини» Рікардо Бенета[es] (Мексика)
- Спеціальний приз журі: «Шлях Моллі» Емілі Атеф[en]
- Срібний Астор за найкращу режисуру: Марко Мартінс[en] за «Алісу».
- Срібний Астор за найкращу жіночу роль: Жюстін Кларк за «Погляд на обидві сторони».
- Срібний Астор за найкращу чоловічу роль: Вільям Мейсі за «Едмонда»
- Срібний Астор за найкращий сценарій Сара Вотт[en] за фільм «Погляд на обидві сторони».
- Срібний Астор за найкращий іберо-американський повнометражний фільм: (ex aequo) «Кіно, аспірин і хижаки[en]» Марсело Гомеса[en] та «Сімейне право[en]» Деніеля Бурмана
- Особлива згадка журі: «Будь зі мною[en]» Еріка Ху[en]
- Спеціальна відзнака журі: «Кафе транзит[en]» Камбозії Партові[en] За позитивний портрет боротьби іранських жінок
- Премія FIPRESCI за найкращий фільм в розділі офіційного конкурсу: «Аліса», Марко Мартінс (Португалія
- Премія Асоціації кінокритиків Аргентини ACCA за найкращий фільм: «Кафе транзит» Камбозії Партові

### 2007

#### Офіційний конкурс
- Золотий Астор за найкращий повнометражний фільм: «Фікція[en]» Сеска Гая[en] (Іспанія)
- Спеціальний приз журі: «Сади восени» Отара Іоселіані (Франція — Італія — Росія)
- Срібний Астор за найкращу режисуру: Марина Спада[it] (Італія) за «Як у тіні[it]» та Хон Сан Су (Південна Корея) за «Жінка на пляжі[en]»
- Срібний Астор за найкращу жіночу роль: Сандра Хюллер за роботу в «Мадоннах[de]» (Німеччина — Швейцарія — Бельгія).
- Срібний Астор за найкращу чоловічу роль: Карлос Реста за роботу в «Ла Пелі[en]» (Аргентина — Уругвай).
- Срібний Астор за найкращий сценарій: Заза Русадзе[en] та Діто Цинцадзе[en] за фільм «Людина з посольства[ka]» (Німеччина).
- Особлива згадка журі: Найбільше кохання світу[en], Карлос Дієгіс[en] (Бразилія)

#### Латиноамериканський конкурс
- Найкращий фільм: «М» Ніколаса Прівідери (Аргентина).
- Особлива згадка журі: «Любов на продаж[en]» Каріма Айнуза[en] (Бразилія — Франція — Німеччина — Португалія).
- Особлива згадка журі: «Tierra Roja» Раміро Гомеса (Парагвай)

#### Премія Асоціації кінокритиків АргентиниACCA
- Найкращий фільм: «Людина з посольства» Діто Цинцадзе
- Особлива згадка: Місто в спеку[es], Ернан Гаффет

### 2008

#### Офіційний конкурс
- «Золотий астор» за найкращий повнометражний фільм: «Все ще йдемо» режисера Корееда Хірокадзу (Японія)
- Спеціальний приз журі: «Недобровільно[en]» режисера Рубена Естлунда (Швеція)
- Срібний Астор за найкращу режисуру: Кійосі Куросава за фільм «Токійська соната[en]» (Японія)
- Срібний Астор за найкращу жіночу роль: Ізабель Юппер за фільм «Дім» Урсули Маєр (Швейцарія — Франція — Бельгія)
- Срібний Астор за найкращу чоловічу роль: Ульріх Томсен за фільм «Не бійся мене[en]» Крістіана Леврінга[en] (Данія)
- Срібний Астор за найкращий сценарій: Крістіан Леврінг та Андерс Томас Йенсен за фільм «Не бійся мене» (Данія)

#### Латиноамериканський конкурс
- Найкращий фільм: Покидьки[es] Амат Ескаланте (Мексика)
- Особлива згадка журі: «Повернення до Фортін-Ольмоса», Патрісіо Колл[en] та Хорхе Гольденберг[en] (Аргентина)

#### Премія Карлоса Карельї від Аргентинської асоціації акторів
- Премія Карлоса Карельї за найкращу чоловічу роль: Густаво Альмада за фільм «Півнячі бої» (ісп. Gallero) Серхіо Масса
- Премія Карлоса Карельї за найкращу жіночу роль: Гвадалупе Докампо[es] за фільм «Ла-Тигра, Чако[es]» Федеріко Годфріда та Хуана Сасіана

#### Премія Асоціації кінокритиків АргентиниACCA
- «Все ще йдемо» Корееда Хірокадзу (Японія)

### 2009

#### Офіційний конкурс
- «Золотий астор» за найкращий повнометражний фільм: «П'ять днів без Нори[en]», Мар'яна Ченільйо[en] (Мексика)
- Спеціальний приз журі: акторський склад «Ріг достатку[en]» режисера Хуана Карлоса Табіо[en] (Куба)
- Срібний Астор за найкращу режисуру: Еліа Сулейман[en] за фільм «Час, що залишився[en]» (Палестина)
- Срібний Астор за найкращу жіночу роль: Еллісон Дженні за фільм «Життя під час війни[en]» Тодда Солонза[en] (США)
- Срібний Астор за найкращу чоловічу роль: Гарі Пікер[en] за фільм «Поганий день для риболовлі[en]» Альваро Бречнера[en] (Уругвай)
- Срібний Астор за найкращий сценарій: Сеск Гай[en] за фільм V.O.S[en] (Іспанія)
- Найкращий аргентинський короткометражний фільм: «Ана і Матео» Натураль Арпажу
- Друга премія за найкращий аргентинський короткометражний фільм: «Марсела» Гастона Сірічмана[en]

#### Премія Асоціації кінокритиків АргентиниACCA
- Найкращий фільм: «Час, що залишився» Еліа Сулеймана
- Особлива згадка: «Півтори кімнати[en]» Андрія Хржановського[en]

### 2010
- Найкращий фільм: «Необхідне вбивство[en]» Єжи Сколімовського (Польща)
- Гран-прі журі: «Білий білий світ[en]» Олега Новковича[fr] (Сербія)
- Найкращий режисер: Алєксєй Федорченко[en], за фільм «Вівсянки» (Росія)
- Найкраща акторка: Мірела Оприсор[ro] і Марія Попістасу[en] (ex aequo), за фільм «Вівторок після Різдва[en]» (Румунія)
- Найкращий актор: Вінсент Галло, за фільм «Необхідне вбивство»
- Найкращий сценарист: Денис Осокін[ru], за фільм «Вівсянки»
- Особлива згадка: «Шантрапа[en]» Отара Іоселіані (Франція)

### 2011
- Найкращий фільм: «Відкривати вікна і двері[en]» Мілагрос Мументалер[en] (Аргентина)
- Гран-прі Журі: «Тиранозавр» Патріка Консідайна (Велика Британія)
- Найкращий режисер: Мілагрос Мументалер, за фільм «Відкривати вікна і двері» (Аргентина)
- Найкраща акторка: Джослін Єнсен, за фільм «Without» (США)
- Найкращий актор: Олів'є Гурме, за фільм «Управління державою» (Бельгія/Франція)
- Найкращий сценарій: Патрік Консідайн, за фільм «Тиранозавр» (Велика Британія)
- Особлива згадка: «Вир[en]», Ельвесіо Мартінса і Кларісси Камполіни (Бразилія)
- Особлива згадка: «Місцинка[es]», Татьяни Уесо[en] (Мексика/Сальвадор)
- Найкращий ібероамериканський фільм: «Погані наміри[en]», Росаріо Гарсії-Монтеро[es] (Перу/Аргентина/Німеччина)

### 2012
- Найкращий фільм: «За пагорбами[en]» Крістіана Мунджіу (Румунія)
- Найкращий фільм: «Таємниця медальйону з жаду» Леопольда Агілара (Мексика)
- Найкращий режисер: Реїс Челік[tr] за фільм «Ніч тиші[tr]» (Туреччина)
- Найкраща акторка: Соко за фільм «Августина[en]» (Франція)
- Найкращий актор: Ільяс Салман[en] за фільм «Ніч тиші[tr]» (Туреччина) / Пабло Пінто за фільм «З вівторка по вівторок» (Аргентина)
- Найкращий сценарій: Еліс Лоу[en], Стів Орам[en] і Емі Джамп[en] за фільм «Туристи[en]» (Велика Британія)
- Особлива згадка: «Спогади дивляться на мене» Сонг Фанг[de] (Китай)

#### Аргентинський конкурс
- Найкращий фільм: «Брати по крові» Даніеля де ла Веги[es] (Аргентина)
- Найкращий режисер: Хосе Селестіно Кампусано[es] за фільм «Фанго» (Аргентина)
- Найкращий короткометражний фільм: «Очі» Пабло Гонсало Переса (Аргентина)
- Найкращий режисер короткометражного фільму: Жеральдін Барон за фільм «Готель Y» (Аргентина)

### 2013
- Найкращий фільм: «Золота клітка[en]» Дієго Кемади-Дієса[fr] (Мексика-Іспанія)
- Найкращий режисер: Мар'яна Рондон[en] за фільм «Погане волосся[en]» (Венесуела)
- Найкраща акторка: Маріан Альварес за фільм «Рана[en]» (Іспанія)
- Найкращий актор: Венсан Макень за фільм «Вік паніки[en]» (Франція)
- Найкращий сценарій: Мар'яна Рондон за фільм «Погане волосся» (Венесуела)
- Особлива згадка: «Світлий день[en]», Хусейна Шахабі[en] (Іран)

#### Аргентинський конкурс
- Найкращий фільм: «Користь журнальної стійки» Адріано Сальгадо (Аргентина)
- Найкращий режисер: Ада Фронтіні за фільм за фільм «Школа для глухих» (Аргентина)
- Найкращий короткометражний фільм: «Життєвий простір» Натураль Арпажу (Аргентина)
- Найкращий режисер короткометражного фільму: Мар'яно Луке за фільм «Соціальні» (Аргентина)

### 2014
- Найкращий фільм: «Йди на мій голос[tr]» Хусейна Карабея[tr] (Туреччина / Франція / Німеччина)
- Найкращий режисер: Матьє Амальрік за фільм «Синя кімната[en]» (Франція)
- Найкраща акторка: Негар Джавахерян за фільм «Мельбурн[en]» (Іран)
- Найкращий актор: Пак Чонбум за фільм «Живий» (Південна Корея)
- Найкращий сценарій: Аліче Рорвахер за фільм «Дива» (Італія)
- Особлива згадка операторської роботи: «Конячі гроші[en]» (Бразилія)

#### Аргентинський конкурс
- Найкращий фільм: «Його реальність» Мар'яно Гальперіна (Аргентина)
- Найкращий режисер: Адріан Біньєс[es] за фільм «5 з Тальєреса[en]» Аргентина)
- Найкращий короткометражний фільм: «Зомбі» Себастьяна Дітча (Аргентина)
- Найкращий режисер короткометражного фільму: Гастон Сірічман[en] за фільм «9 секунд» (Аргентина)

### 2015
- Найкращий фільм: «Обійми змія» Сіро Герри[en] (Колумбія / Венесуела / Аргентина)
- Найкращий режисер: Іван Острочовський[fr] за фільм «Цап» (Словаччина / Чехія)
- Найкраща акторка: Еріка Рівас за фільм «Драматичне світло[en]» (Аргентина)
- Найкращий актор: Альфредо Кастро[en], Роберто Фар'яс[en], Алехандро Гойк[en], Хайме Ваделл[en] за фільм «Клуб» (Чилі)
- Найкращий сценарій: Пабло Ларраїн, Гільєрмо Кальдерон[en], Даніель Вільялобос за фільм «Клуб» (Чилі)
- Приз глядацьких симпатій: «Пам'ятати[en]» Атома Егояна[en] (Канада)

#### Аргентинський конкурс
- Найкращий фільм: «Рух[es]» Бенхаміна Найштата[eu] (Аргентина/Південна Корея)
- Найкращий режисер: Фернандо Салем за фільм «Як працює майже все[es]» (Аргентина)
- Найкращий короткометражний фільм: «Фантастика» Томаса Спосато (Аргентина)
- Найкращий режисер короткометражного фільму: Пабло Камайті за фільм «Гоморра» (Аргентина)

### 2016
- Найкращий фільм: «Люди, які не я» Хадаса Бен Арої[es] (Ізраїль)
- Найкращий режисер: Раду Жуде за фільм «Пошрамовані серця[en]» (Румунія)
- Найкраща акторка: Соня Брага[en] за фільм «Водолій» (Бразилія)
- Найкращий актор: Магершала Алі за фільм «Місячне сяйво» (США)
- Найкращий режисер: Андрій Кончаловський, Єлена Кісельова за фільм «Рай» (Росія/Німеччина)
- Особлива згадка операторської роботи: «Ноктюрама» Лео Хінстін[fr] (Франція)
- Приз глядацьких симпатій: «Водолій» Клебера Мендонси-сина[en] (Бразилія)

#### Аргентинський конкурс
- Найкращий фільм: «Учень» Томаса де Леоне (Аргентина)
- Найкращий режисер: Лукас Валента Ріннер[de] за фільм «Скромні[de]» (Аргентина)
- Найкращий короткометражний фільм: «Кажани» Феліпе Раміреса Вільчеса (Аргентина)
- Найкращий режисер короткометражного фільму: Мар'яно Коколо за фільм «До тиші» (Аргентина)

### 2017
- Найкращий фільм: «Важіб» Аннмарі Ясир (Палестина)
- Найкращий режисер: Валешка Грізбах[en] за фільм «Вестерн[en]» (Німеччина)
- Найкраща акторрка: Ейлі Гарбо, за фільм «Відьма» (Норвегія)
- Найкращий актор: Мохаммад Бакрі[en] за фільм «Важіб» (Палестина)
- Найкращий сценарій: Кім Дай Хван за фільм «Перше коло[en]» (Південна Корея)
- Приз глядацьких симпатій: «Кузини [en]» Лори Барі[en] (Канада)

#### Аргентинський конкурс
- Найкращий фільм: «El Azote» Хосе Селестіно Кампусано[es] (Аргентина)
- Найкращий короткометражний фільм: «І зараз похвалимо фільми» Ніколас Цукерфельд (Аргентина)

### 2018
- Найкращий фільм: «Між двома водами[es]» Ісакі Лакуести[en] (Іспанія)
- Гран-прі журі: «Мертвий та інші[en]» Рене Надер Мессора і Жоао Салавіза[en] (Португалія) і «Прийдуть теплі дощі» Івана Фунда[en] (Аргентина)
- Найкращий режисер: Роберто Мінервіні[en] за фільм «Що ти будеш робити, коли світ буде у вогні?[en]» (Італія)
- Найкраща акторка: Джуді Хілл за фільм «Що ти будеш робити, коли світ буде у вогні?» (Італія)
- Найкращий актор: Ісраель Гомес Ромеро за фільм «Між двома водами» (Іспанія)
- Найкращий сценарій: Федеріко Вейрох[en] за фільм «Бельмонте[es]» (Уругвай)
- Приз глядацьких симпатій: «Якби Біл-стріт могла заговорити» Баррі Дженкінса (США)

#### Аргентинський конкурс
- Найкращий фільм: «Чорне дерево» Максімо de Máximo Сьямбелла і Даміан Колуччо (Аргентина)
- Особлива згадка: «Хулія і лис» Інес Барріонуево (Аргентина)
- Найкращий короткометражний фільм: «Це літо без дому» Сантьяго Реале (Аргентина) і «Між хвилями» Д. Гавальди і С. Рівойри (Аргентина)

### 2019

#### Міжнародний конкурс
- Найкращий фільм: «Те, що горить[en]» Олівер Лаксе[en] ( Іспанія)
- Найкращий режисер: Педру Кошта[en] за фільм «Віталіна Варела[en]» ( Португалія)
- Найкращий режисер: Ангела Шенелець за фільм «Я був удома, але» ( Німеччина /  Сербія)
- Найкраща акторка: Ліліана Хуарес[es] за фільм «Кафетерій для співробітників[es]» ( Аргентина/ Уругвай)
- Найкращий актор: Вентура за фільм «Віталіна Варела» ( Португалія)
- Найкращий сценарій: Олівер Лаксе і Сантьяго Фільйоль[es] за фільм «Те, що горить» ( Іспанія)
- Премія за заслуги впродовж кар'єри: Лусьяно Монтеагудо ( Аргентина)
- Приз глядацький симпатій: Карім Айнуз[en] за фільм «Непомітне життя Еврідіки Гусман[en]» ( Бразилія)

#### Латиноамериканський конкурс
- Найкращий фільм: «Жар[en]» Маї Да-Рін[en] ( Бразилія/ Франція/ Німеччина)
- Найкращий фільм: «Ніколи не їдь у провінцію» Ігнасіо Агуеро[en] ( Чилі)
- Особлива згадка журі: Хосе Луїс Торрес Лейва[en] за фільм «Прийде смерть і забере твої очі» ( Аргентина/ Чилі/ Німеччина)
- Найкращий короткометражний фільм: Джуліана Антунес за фільм «Plano controle» ( Бразилія)

#### Аргентинський конкурс
- Найкращий фільм: Анхеліка[es] Дельфіни Кастаньїно[es]
- Особлива згадка журі: Маура Дельперо[es] за фільм «Дім[es]»
- Найкращий короткометражний фільм: Агустіна Комеді[es] за фільм «Playback. Есей прощання[es]»
- Премія Мартінеса Суареса найкращому режисеру: Лаура Сітарелья[en] і Мерседес Альфон за фільм «Поетеси відвідують Хуану Біньйоцці»

### 2020

#### Міжнародний конкурс
- Найкраща повнометражна стрічка: «Рік відкриття[en]» реж. Луїс Лопес Карраско[es] (Іспанія)
- Найкращий режисер: Матіас Піньєйро[es] за фільм «Ізабелла» (Аргентина)
- Найкраще виконання ролі: Марія Вільяр за фільм «Ізабелла» (Аргентина)
- Найкращий сценарій: Ніколас Прівідера за фільм «Прощавай, пам'ять» (Аргентина)
- Гран-прі журі: «Рухатися далі[ko]» режисера Юн Дан-бі[ko]

#### Латиноамериканський конкурс
- Найкращий повнометражний фільм: «Протоки» реж. Каміло Рестрепо
- Особлива згадка: Марсела Борела і Енріке Борела за фільм «Замасковані»; Ніколас Переда[en] за фільм «Фауна[en]»
- Найкращий короткометражний фільм: Домінга Сотомайор Кастільйо[en] і Карла Сімон за фільм «Корреспонденція»

#### Аргентинський конкурс
- Найкращий повнометражний фільм: «Втрачений час» Марії Альварес[es]
- Особлива згадка: Едгардо Кастро[es] за фільм «Жаби»
- Найкращий короткометражний фільм: «Вшанування роботи Філіп Генрі Госсе» режисера Пабло Мартіна Вебера
- Премія Хосе Мартінеса Суареса за найкращу режисуру: Наталія Гаравальде за фільм «Шрапнель»

### 2021
- Найкращий фільм: «У дорогу[en]» Панаха Панахі (Іран)
- Гран-прі журі: Александр Коберідзе[en] за фільм «Що  ми бачимо, коли дивимось на небо?[en]» ( Грузія)
- Найкращий режисер: Мігел Гомеш[en] і Морін Фазендейро за фільм «Щоденники Цугуа[pt]» ( Португалія)
- Найкраще виконання ролі: Кандела Ресіо і Зельда Адамс за фільм «Геллбендер[en]» ( Іспанія/ США)
- Найкращий сценарій: Рамон[de] і Сільван Цюрхер[de] «Дівчинка і павук[en]» ( Швейцарія)

### 2022

#### Міжнародний конкурс
- Премія Астора П'яццоли за найкращий повнометражний фільм: «Тут смуток зробив собі дім[es]» Гарольдо Борхеса
- Гран-прі журі: «Три брати[es]» Франсіско Х. Папарельї
- Особлива згадка: «Зміна зміна[es]» Лаутаро Гарсії Кандели та знімальна група фільму «Тут смуток зробив собі дім[es]» Гарольдо Борхеса
- Премія Астора П'яццоли за найкращу режисуру: Ана Гарсія Блая[es] за фільм «Уругвайка[en]» і Меліса Лібенталь за фільм Обличчя медузи[es] (Ex Aequo)
- Премія Астора П'яццоли за найкраще виконання ролі: Соня Парада за фільм «Ті, що знизу[es]»
- Премія Астора П'яццоли за найкращий сценарій: Ендрю Будзельські[en] за фільм «Там, там[es]»

#### Латиноамериканський конкурс
- Премія Астора П'яццоли за найкращий повнометражний фільм: «Тренке-Лаукен[en]» Лаури Сітарельї[en]
- Особлива згадка журі: «Горить сухий ґрунт[es]» Жоани Піменти[es] і Адірлей Кієйрос[es]
- Особлива згадка: «Anhell69[de]» Тео Монтої[de]
- Премія Астора П'яццоли за найкращий короткометражний фільм: «Аніма» Мануеля Матіаса Гомеса
- Особлива згадка: «Мовчання дітей» Софії Кірос Убеди

#### Аргентинський конкурс
- Премія Астора П'яццоли за найкращий повнометражний фільм: «Понад Хмарами[es]» Марії Апарісіо
- Премія Хосе Мартінес Суарес за найкращу режисуру: Леандро Лісторті[es] за фільм «Гербарій[es]»
- Премія Астора П'яццоли за найкращий короткометражний фільм: «Плоть божа» Патрісіо Пласи

#### Конкурс Estados Alterados
- Премія Астора П'яццоли за найкращий фільм: «Географія самотності[en]» Жаклін Міллс[en]
- Особлива згадка: «Найновіші старі» Пабло Маццоло та «Особливий фільм» Ханаїна Нагата

#### Конкурс En Tránsito (Work In Progress)
- Премія Астора П'яццоли за найкращий проєкт: «Гроші або лайно» Тоя Боніно і Маркос Жубер
- Особлива згадка: «Панку» Хуана Данієля Фернандеса Молеро
- Особлива згадка: «Велика тінь» Максиміліано Шонфельд[de][1]